# Sostrata pusilla
Sostrata pusilla is een vlinder uit de familie van de dikkopjes (Hesperiidae). De wetenschappelijke naam van de soort is voor het eerst gepubliceerd in 1895 door Frederick DuCane Godman en Osbert Salvin.
De soort komt voor in Nicaragua, Panama, Brazilië en Ecuador.